# Tettigoniidea
Tettigoniidea je infrared reda Orthoptera, sa šest sačuvanih porodica.

## Familije
Orthoptera vrste obuhvataju:
- nadfamilija Hagloidea Handlirsch, 1906
  - †Eospilopteronidae Cockerell, 1916
  - †Haglidae Handlirsch, 1906
  - †Hagloedischiidae Gorochov, 1986
  - †Prezottophlebiidae Martins-Neto, 2007
  - Prophalangopsidae Kirby, 1906
  - †Tuphellidae Gorochov, 1988
  - †Tzetzenulia Gorochov, 1990
- nadfamilija †Phasmomimoidea Sharov, 1968
  - †Phasmomimidae Sharov, 1968
- nadfamilija Stenopelmatoidea Burmeister, 1838 
  - Anostostomatidae Saussure, 1859
  - Cooloolidae Rentz, 1980
  - Gryllacrididae Blanchard, 1845
  - Stenopelmatidae Burmeister, 1838
- nadfamilija Tettigonioidea Krauss, 1902 
  - †Haglotettigoniidae Gorochov, 1988
  - †Permotettigoniidae Nel & Garrouste, 2016
  - Tettigoniidae Krauss, 1902

Incertae sedis
- - †Tettoraptor maculatus Gorochov, 2012

## Literatura
- Ross H. Arnett (30. 7. 2000). American Insects: A Handbook of the Insects of America North of Mexico. CRC Press. ISBN 978-0-8493-0212-1.
- Capinera J.L, Scott R.D., Walker T.J. (2004). Field Guide to Grasshoppers, Katydids, and Crickets of the United States. Cornell University Press.

## Spoljašnje veze
- NCBI Taxonomy Browser, Tettigoniidea